# Гробница Тутмоса II
Гробница Тутмоса II, обнаруженная в 2022 году и атрибутированная в 2025 году — царская древнеегипетская гробница, расположенная в районе Вади-Габбанат-эль-Куруд к западу от Луксора. Гробница была обнаружена в ходе египетско-британской археологической экспедиции. Первоначально обозначалась как Wadi C-4, затем выяснилась связь гробницы c Тутмосом II.
Вероятно, находка может оказаться самой значимой со времён открытия гробницы Тутанхамона в 1922 году.
Сама мумия Тутмоса II ранее была найдена в тайнике в Дейр-эль-Бахри, в прошлом её перенесли из гробницы.

## Открытие
Первоначально гробница была обнаружена в ходе более масштабных археологических экспедиций, проводившихся в западных вади. Первые исследования гробницы начались в 2022 году с обнаружения входа и главного прохода в Wadi C к западу от Луксора, обозначенного как Wadi C-4. Считается, что гробница оставалась запечатанной со времен Третьего переходного периода. Неоднократные наводнения засыпали главную ось плотно упакованными обломками, которые затвердели до консистенции, напоминающей бетон. Эти факторы окружающей среды также нарушили структурную целостность потолков гробницы, что привело к частичному обрушению.
Археологическая группа первоначально предполагала, что гробница принадлежит царской жене, из-за близости к гробницам жён Тутмоса III и первоначальному месту захоронения царицы Хатшепсут. После раскопок в течение почти трёх лет они установили принадлежность гробницы фараону.

## Архитектура

План гробницы

Гробница демонстрирует простой архитектурный дизайн, характерный для периода после правления Тутмоса II, который повлиял на погребальные сооружения последующих египетских правителей. Расположение гробницы рядом с Долиной царей и местами захоронения царских жён дает возможность понять эволюцию практики царских захоронений в период правления Восемнадцатой династии. Гробница была построена по раннему варианту «конструкции с левым поворотом», которая стала стандартной для последующих царских гробниц Восемнадцатой династии.
В гробнице был «необычный» второй коридор с отделкой из белой гипсовой штукатурки и свидетельствами двух фаз расширения. В отличие от типичных коридоров гробниц, которые наклонены вниз, этот проход наклонен вверх и пересекается с погребальной камерой на высоте 1,4 метра над полом камеры. Археологические данные свидетельствуют о том, что эта модификация служила аварийным выходом после древних наводнений.
Сохранность гробницы была значительно нарушена, в основном из-за наводнения, произошедшего вскоре после погребения Тутмоса II. Данные раскопок свидетельствуют о том, что после этих древних наводнений многие из первоначальных предметов гробницы были перемещены, чтобы защитить их от дальнейшего разрушения. Погребальная камера Тутмоса II, вероятно, была перенесена в комплекс храмов и гробниц в Дейр-эль-Бахари, где его мумия была обнаружена в XIX веке.

## Содержимое гробницы
Содержимое гробницы включало несколько артефактов, подтверждающих её царскую принадлежность. Среди сохранившихся декоративных элементов следует отметить алебастровые сосуды с надписями как имени Тутмоса II, называвшего себя «покойным царём», так и имени его жены-сестры Хатшепсут. В ходе раскопок также были обнаружены фрагменты ступки, украшенные синими надписями и жёлтыми звёздами. В гробнице также были найдены фрагменты «Книги Амдуат» — погребального текста, обычно встречающегося в царских гробницах того периода и предназначенного для наставления усопших царедворцев в загробной жизни. Обнаруженные артефакты стали первым случаем находки погребальной мебели Тутмоса II, поскольку ранее таких артефактов не существовало в музейных коллекциях по всему миру. Археологи полагают, что постоянное затопление гробницы привело к потере многих оригинальных артефактов.